# 伯萊尼鄉 (加拉茨縣)
45°49′N 27°51′E / 45.817°N 27.850°E
伯萊尼鄉（羅馬尼亞語：Băleni, Galați），是羅馬尼亞的鄉份，位於該國東部，由加拉茨縣負責管轄，面積68平方公里，海拔高度188米，2007年人口2,548，人口密度每平方公里38人。

## 友好城市
- 法國 昂布瓦斯